# Pozoantiguo
Pozoantiguo és un municipi de la província de Zamora a la comunitat autònoma de Castella i Lleó.

## Demografia
| 1991 | 1996 | 2001 | 2004 |
| ---- | ---- | ---- | ---- |
| 430  | 392  | 342  | 306  |

## Història
La seva fundació sembla remuntar-se a l'Edat Mitjana, emmarcant dins el procés repoblador emprès pels reis lleonesos a l'alfoz Toresano. En tot cas, la història documental comença amb l'arribada dels cistercencs a Moreruela en l'any 1143. El nom de la riera «Adalia» remet a reminiscències de la presència àrab en aquestes terres. En els documents més antics el nom del poble apareix com «Poçatigo» i «Poço antiguo» derivat del llatí «puteus antiquus», al qual donaria origen l'abundància de deus que hi ha al lloc. Així, el 16 d'abril de 1159, durant el regnat de Ferran II de Lleó, Pozoantiguo apareix esmentat en una donació a la Diòcesi de Zamora per part del comte Osorio i la seva dona Teresa.
Va tenir un hospital per a pobres i caminants, documentat ja al 1552 i que va perviure fins al segle xix sota l'administració d'una confraria. D'altra banda, des de les Corts lleoneses de 1188, Pozoantiguo va ser una de les localitats representades per la ciutat de Toro a Corts, sent una de les que va integrar posteriorment la província de Toro, depenent des de l'Edat Mitjana de la rectoria i l'arxiprestat toresà.
Ja en l'Edat Contemporània, en crear-se les actuals províncies mitjançant la divisió provincial de 1833, Pozoantiguo va quedar enquadrat en la província de Zamora, dins de la Regió Leonesa. En aquesta època, a mitjans del s. XIX, Pascual Madoz en el seu Diccionari geogràfic-estadístic-històric d'Espanya i les seves possessions d'ultramar recollia l'existència de tres esglésies parroquials en Pozoantiguo (Sant Pere, Sant Salvador i Sant Joan Baptista).